# Caldercruix
Caldercruix est un village situé dans le North Lanarkshire, en Écosse.